# Грузинов, Владимир Константинович
Владимир Константинович Грузинов (7 января 1903, Новокузнецк — 15 июня 1971, Караганда) — советский металлург, академик АН КазССР (1962), доктор технических наук (1959), профессор (1960).

## Биография
В 1927 году окончил Сибирский технологический институт в Томске.
В 1927—1937 годах инженер на металлургическом заводе, начальник доменного цеха. Одновременно с работой на Кузнецком металлургическом заводе читал лекции по Оборудованию доменных цехов и воздуходувок в СибГИУ.
С 1937 по 1946 год — главный конструктор по металлургическому оборудованию Уралмашзавода в Екатеринбурге.
С 1946 по 1962 год — заведующий кафедрой Уральского политехнического института.
В 1963—1965 годах заместитель директора Казахстанского филиала Центрального научно-исследовательского института чёрной металлургии.
В 1965—1966 годах организовал и возглавил кафедру заводского оборудования в Карагандинского политехнического института.
В 1966—1971 годах заместитель директора по научной работе Химико-металлургического института АН КазССР.
Скончался 15 июня 1971 года, похоронен на Старомихайловском кладбище Караганды.

## Основные научные работы
Основные научные работы в области механизации и автоматизации производств, процессов в чёрной металлургии. Разработал и внедрил оригинальный метод автоматического набора, взвешивания и загрузки шихтовых материалов в доменные печи. Занимался вопросами рационального использования железофосфористых руд Лисаковского месторождения.
- Грузинов В. К. Исследование теплообменных аэродинамических процессов по высоте доменных печей. — Москва, 1954.
- Грузинов В. К. Механическое оборудование доменных цехов часть I. — Москва; Ленинград; Свердловск, 1954.
- Грузинов В. К. Механическое оборудование доменных цехов часть II. — Москва; Ленинград; Свердловск, 1959.
- Грузинов В. К. Управление газовым потоком в доменной печи. — Свердловск, 1960.

## Награды
Награждён орденом «Знак Почёта».